# Jumelage et coopération dans le Loiret

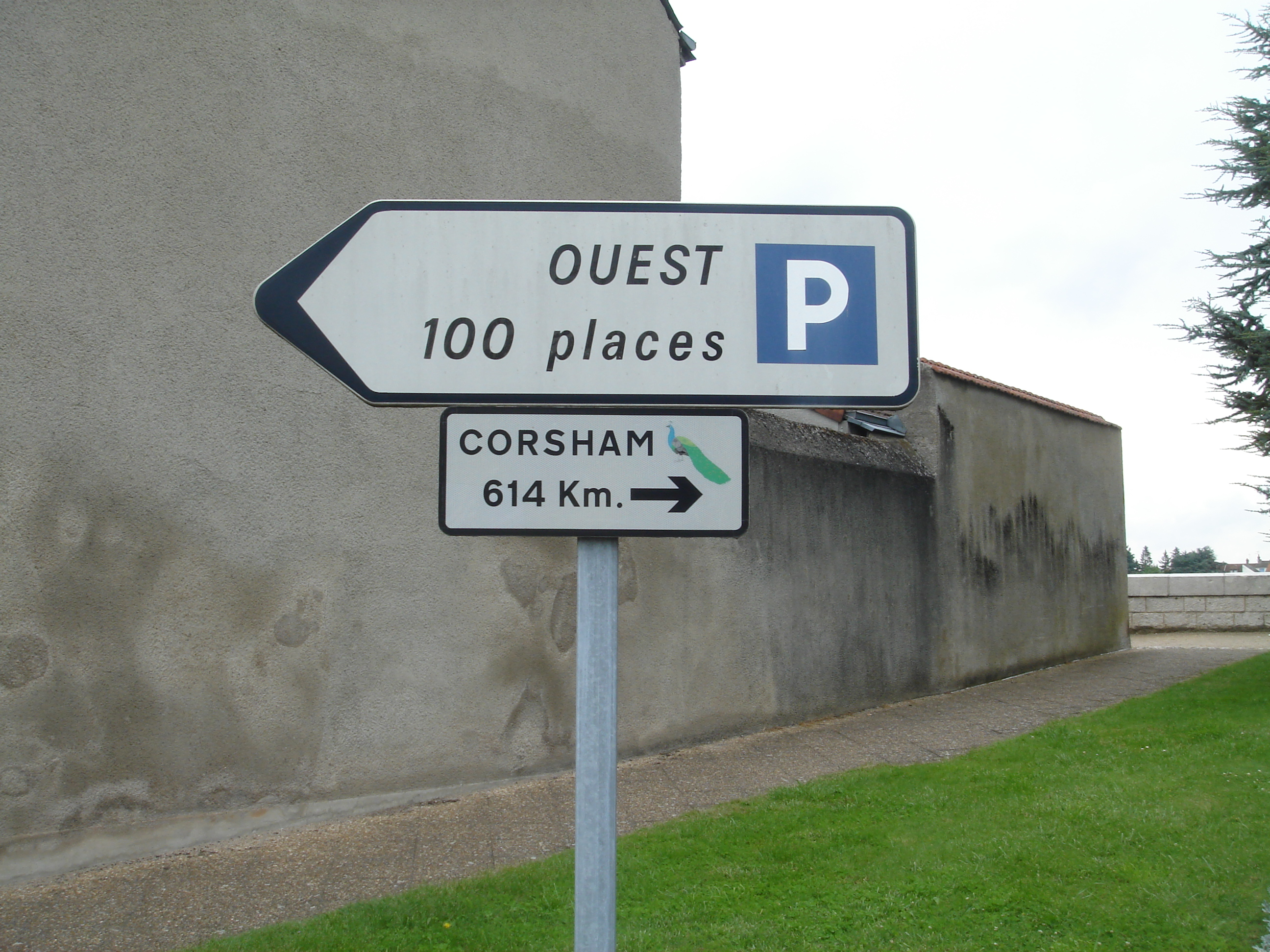
Panneau indiquant le nombre de kilomètres entre les villes jumelées de Jargeau et Corsham

Jumelage et coopération dans le Loiret présente la liste des communes jumelées avec une commune du département français du Loiret.

## Répartition géographique
Les cartes ci-dessous présentent la répartition géographique des communes jumelées avec des communes du Loiret.
Localisation des villes jumelées avec des communes du Loiret sur une carte du Monde
| Localisation des villes jumelées avec des communes du Loiret sur une carte du Monde · Amarante · Amposta · Ashby-de-la-Zouch · Bad Laasphe · Bad Oldesloe · Bad Friedrichshall · Bangui · Bauta · Béthune · Boussouma (Sanmatenga) · Bieruń · Bradford on Avon · Bruck in der Oberpfalz · Burglengenfeld · Buurmalsen · Calcinaia · Castleblayney · Castel Maggiore · Codsall · Corsham · Cracovie · Crowborough · Curry Rivel · Dals-Ed · Dundee · Erkheim · Errol · Fakenham · Formia · Gommern · Gracanica · Great Ayton · Greven · Gundelfingen (Bade-Wurtemberg) · Havixbeck · Hiltrup · Hodod · Ilvesheim · Jemappes · Kiev · Kristiansand · Lobbach · Lugoj · Lužice · Lymm · Malmesbury · March · Metelen · Münster (Westphalie) · Niantjila · Niebüll · Rodgau · Niepolomice · Nordwalde · Ovar · Pandino · Pannes (Meurthe-et-Moselle) · Parakou · Pfullendorf · Ponte de Lima · Redondo · Reilingen · Reinfeld (Holstein) · Rhede · Rocca San Giovanni · Saerbeck · Saint-Augustin-de-Desmaures · Saint-Germain-des-Prés (Maine-et-Loire) · Saint-Flour (Cantal) · Saint-Wendel · San Antonio de los Baños · San Vicente (Équateur) · Scheibenberg · Stetten (Lac de Constance) · Soa (Cameroun) · Tarragone · Tholey · Tiengen · Trévise · Trois-Rivières (Guadeloupe) · Tuchów · Vasad (Curtuişeni) · Utsunomiya · Vilanova del Camí · Wichita · Wiesenbach |

Localisation des villes jumelées avec des communes du Loiret sur une carte d'Europe
| Localisation des villes jumelées avec des communes du Loiret sur une carte d'Europe · Amarante · Amposta · Ashby-de-la-Zouch · Bad Laasphe · Bad Oldesloe · Bad Friedrichshall · Béthune · Bieruń · Bradford on Avon · Bruck in der Oberpfalz · Burglengenfeld · Buurmalsen · Calcinaia · Castleblayney · Castel Maggiore · Codsall · Corsham · Cracovie · Crowborough · Curry Rivel · Dals-Ed · Dundee · Erkheim · Errol · Fakenham · Formia · Gommern · Gracanica · Great Ayton · Greven · Gundelfingen (Bade-Wurtemberg) · Havixbeck · Hiltrup · Hodod · Ilvesheim · Jemappes · Kiev · Kristiansand · Lobbach · Lugoj · Lužice · Lymm · Malmesbury · March · Metelen · Münster (Westphalie) · Niebüll · Rodgau · Niepolomice · Nordwalde · Ovar · Pandino · Pannes (Meurthe-et-Moselle) · Pfullendorf · Ponte de Lima · Redondo · Reilingen · Reinfeld (Holstein) · Rhede · Rocca San Giovanni · Saerbeck · Saint-Germain-des-Prés (Maine-et-Loire) · Saint-Flour (Cantal) · Saint-Wendel · Scheibenberg · Stetten (Lac de Constance) · Tarragone · Tholey · Tiengen · Trévise · Tuchów · Vasad (Curtuişeni) · Vilanova del Camí · Wiesenbach |

Les communes du Loiret sont impliquées dans 101 accords de jumelage ou de coopération dans 27 pays répartis sur quatre continents. Ceux-ci incluent majoritairement des partenariats avec des communes européennes, et en premier lieu, l'Allemagne (33). Orléans constitue la commune ayant liés le plus d'accords de jumelage ou de coopération (11).

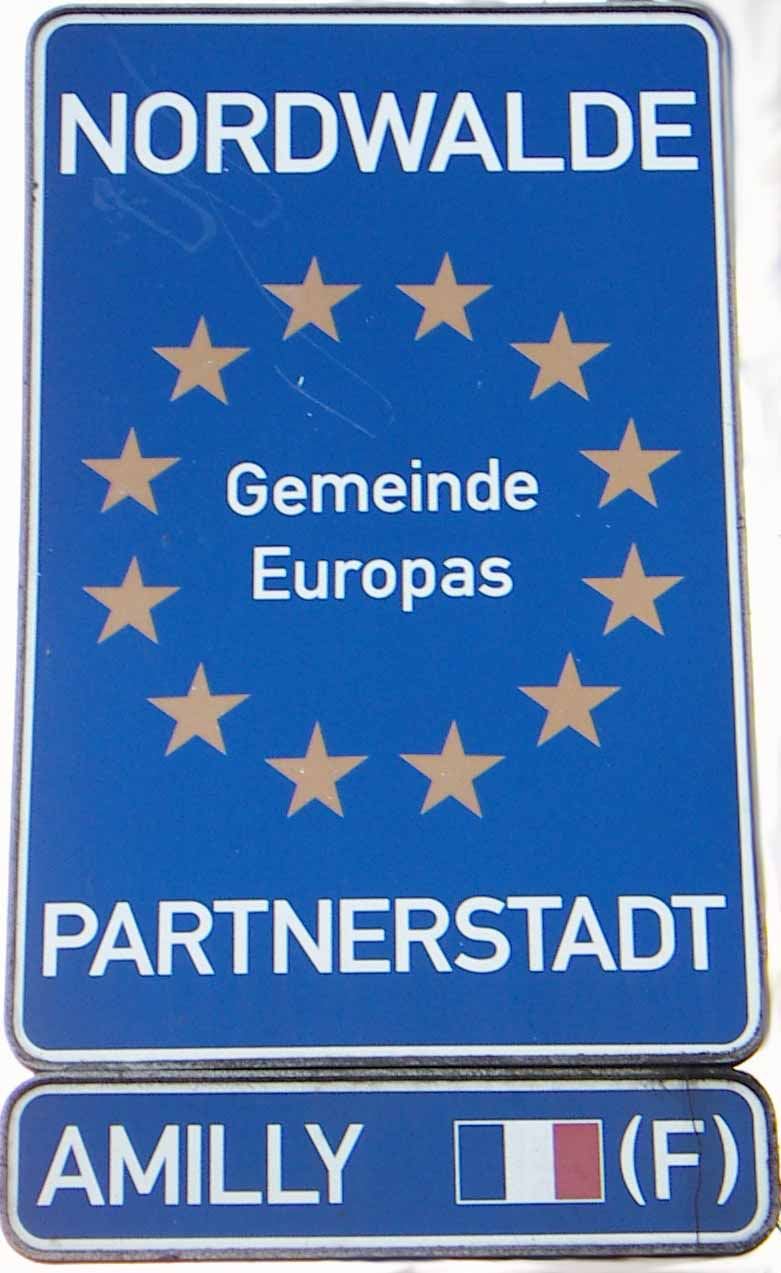
Panneau indiquant le partenariat entre Amilly et Nordwalde dans la commune allemande

| Pays                      | Continent        | Nombre de partenariats |
| ------------------------- | ---------------- | ---------------------- |
| Allemagne                 | Europe           | 33                     |
| Belgique                  | Europe           | 1                      |
| Bosnie-Herzégovine        | Europe           | 1                      |
| Burkina Faso              | Afrique          | 1                      |
| Bénin                     | Afrique          | 1                      |
| Cameroun                  | Afrique          | 1                      |
| Canada                    | Amérique         | 2                      |
| Cuba                      | Amérique         | 2                      |
| Espagne                   | Europe           | 3                      |
| France                    | Europe, Amérique | 5, 1                   |
| Irlande                   | Europe           | 1                      |
| Italie                    | Europe           | 8                      |
| Japon                     | Asie             | 2                      |
| Mali                      | Afrique          | 1                      |
| Maroc                     | Afrique          | 1                      |
| Norvège                   | Europe           | 1                      |
| Pays-Bas                  | Europe           | 1                      |
| Pologne                   | Europe           | 5                      |
| Portugal                  | Europe           | 5                      |
| Roumanie                  | Europe           | 5                      |
| Royaume-Uni               | Europe           | 14                     |
| République centrafricaine | Afrique          | 1                      |
| République tchèque        | Europe           | 1                      |
| Suède                     | Europe           | 1                      |
| Ukraine                   | Europe           | 1                      |
| Équateur                  | Amérique         | 1                      |
| États-Unis                | Amérique         | 1                      |

## Liste
L'année correspond à la signature des accords.
| collectivité                | pays                      | collectivité territoriale du Loiret                      | type        | thème | année |
| --------------------------- | ------------------------- | -------------------------------------------------------- | ----------- | --- | ----- |
| Amarante                    | Portugal                  | Châteauneuf-sur-Loire                                    | jumelage    | culture | 1986  |
| Amposta                     | Espagne                   | Saint-Jean-de-la-Ruelle                                  | jumelage    | culture | 1985  |
| Ashby-de-la-Zouch           | Royaume-Uni               | Pithiviers                                               | jumelage    | culture | 1961  |
| Bad Laasphe                 | Allemagne                 | Châteauneuf-sur-Loire                                    | jumelage    | culture | 1991  |
| Bad Oldesloe                | Allemagne                 | Olivet                                                   | jumelage    | culture | 1996  |
| Bad Friedrichshall          | Allemagne                 | Saint-Jean-le-Blanc                                      | jumelage    | culture | 1989  |
| Bangui                      | République centrafricaine | Chécy                                                    | jumelage    | eau, éducation, enseignement, formation professionnelle, organisation et gestion des services publics locaux | 2009  |
| Bauta                       | Cuba                      | Saran                                                    | coopération | culturel, sport, technique                                                                                   | 1997  |
| Béthune                     | France                    | Sully-sur-Loire                                          |             | |       |
| Bieruń                      | Pologne                   | Meung-sur-Loire                                          |             | |       |
| Boussouma                   | Burkina Faso              | Saint-Jean-de-Braye                                      | jumelage    | santé, éducation, agriculture, environnement                                                                 | 1991  |
| Bradford on Avon            | Royaume-Uni               | Sully-sur-Loire                                          | jumelage    | culture | 1985  |
| Brehna                      | Allemagne                 | Semoy                                                    | jumelage    | culture | 1997  |
| Bruck in der Oberpfalz      | Allemagne                 | Malesherbes                                              | jumelage    | culture | 1995  |
| Burglengenfeld              | Allemagne                 | Pithiviers                                               | jumelage    | culture | 1976  |
| Buurmalsen                  | Pays-Bas                  | Châtillon-Coligny                                        | jumelage    | culture |       |
| Calcinaia                   | Italie                    | Amilly                                                   | jumelage    | culture | 2010  |
| Castleblayney               | Irlande                   | Nogent-sur-Vernisson                                     | jumelage    | culture | 2006  |
| Castel Maggiore             | Italie                    | Ingré                                                    | jumelage    | culture | 2011  |
| Cavriglia                   | Italie                    | La Chapelle-Saint-Mesmin                                 | jumelage    | culture | 1993  |
| Codsall-Bilbrook            | Royaume-Uni               | Saint-Pryvé-Saint-Mesmin                                 | jumelage    | culture | 1998  |
| Corsham                     | Royaume-Uni               | Jargeau                                                  | jumelage    | culture | 1981  |
| Cracovie                    | Pologne                   | Orléans                                                  | jumelage    | culture, éducation                                                                                           | 1992  |
| Crowborough                 | Royaume-Uni               | Montargis                                                | jumelage    | | 1966  |
| Curry Rivel                 | Royaume-Uni               | Chevilly                                                 | jumelage    | culture | 1998  |
| Dals-Ed                     | Suède                     | Cepoy                                                    | jumelage    | culture | 2000  |
| Dnieprovski                 | Ukraine                   | Châlette-sur-Loing                                       |             | | 1987  |
| Dundee                      | Royaume-Uni               | Orléans                                                  | jumelage    | culture | 1946  |
| Erkheim                     | Allemagne                 | Saint-Hilaire-Saint-Mesmin                               | jumelage    | culture | 2000  |
| Errol                       | Royaume-Uni               | Mardié                                                   | jumelage    | culture | 2000  |
| Fakenham                    | Royaume-Uni               | Olivet                                                   | jumelage    | culture | 1982  |
| Faragau                     | Roumanie                  | Saint-Denis-en-Val                                       | jumelage    | culture | 1998  |
| Formia                      | Italie                    | Fleury-les-Aubrais                                       | jumelage    | culture | 2004  |
| Gommern                     | Allemagne                 | Saint-Jean-de-la-Ruelle                                  | jumelage    | culture | 1986  |
| Gracanica                   | Bosnie-Herzégovine        | Fleury-les-Aubrais                                       | jumelage    | développement économique, éducation, infrastructures, sport                                                  | 1997  |
| Great Ayton                 | Royaume-Uni               | Ouzouer-sur-Loire                                        | jumelage    | culture | 1995  |
| Greven                      | Allemagne                 | Montargis                                                | jumelage    | culture | 1968  |
| Gundelfingen                | Allemagne                 | Meung-sur-Loire                                          | jumelage    | culture | 1987  |
| Hakusan                     | Japon                     | Beaugency                                                | jumelage    | culture | 1999  |
| Havixbeck                   | Allemagne                 | Bellegarde                                               | jumelage    | culture | 1973  |
| Hiltrup                     | Allemagne                 | Beaugency                                                | jumelage    | culture | 1974  |
| Hodod                       | Roumanie                  | Boigny-sur-Bionne, Bou, Chécy, Combleux, Donnery, Mardié | jumelage    | eau, culture                                                                                                 | 2006  |
| Ilvesheim                   | Allemagne                 | Chécy                                                    | jumelage    | culture | 1990  |
| Jemappes                    | Belgique                  | Briare                                                   | jumelage    | culture | 1961  |
| Județ d'Olt                 | Roumanie                  | Conseil général du Loiret                                | jumelage    | Développement économique                                                                                     | 2007  |
| Kristiansand                | Norvège                   | Orléans                                                  | jumelage    | divers | 1973  |
| Leimen                      | Allemagne                 | Tigy                                                     | jumelage    | culture | 1970  |
| Lobbach                     | Allemagne                 | Loury                                                    | jumelage    | culture | 1997  |
| Lugoj                       | Roumanie                  | Orléans                                                  | jumelage    | divers | 1994  |
| Lužice                      | République tchèque        | Isdes                                                    | jumelage    | culture | 2002  |
| Lymm                        | Royaume-Uni               | Meung-sur-Loire                                          | jumelage    | | 1967  |
| Malmesbury                  | Royaume-Uni               | Gien                                                     | jumelage    | culture | 2000  |
| March                       | Royaume-Uni               | Saint-Jean-de-Braye                                      | jumelage    | culture | 1991  |
| Metelen                     | Allemagne                 | Château-Renard                                           | jumelage    | culture | 1989  |
| Münster                     | Allemagne                 | Orléans                                                  | jumelage    | divers | 1960  |
| Niantjila                   | Mali                      | Saint-Jean-de-la-Ruelle                                  | jumelage    | culture | 1992  |
| Newhaven                    | Royaume-Uni               | La Chapelle-Saint-Mesmin                                 | jumelage    | éducation, enseignement, culture                                                                             | 2011  |
| Niebüll                     | Allemagne                 | Gien                                                     |             | | 2007  |
| Niepolomice                 | Pologne                   | Saint-Jean-de-la-Ruelle                                  | jumelage    | | 2000  |
| Nordwalde                   | Allemagne                 | Amilly                                                   | jumelage    | éducation, enseignement, culture                                                                             | 1977  |
| Obertshausen                | Allemagne                 | Sainte-Geneviève-des-Bois                                | jumelage    | culture | 1971  |
| Otterburn Park              | Canada                    | Saint-Jean-de-Braye                                      | jumelage    | culture | 1981  |
| Ovar                        | Portugal                  | Pithiviers                                               | jumelage    | culture | 1993  |
| Pandino                     | Italie                    | Saint-Denis-en-Val                                       | jumelage    | culture | 2001  |
| Pannes                      | France                    | Pannes                                                   |             | |       |
| Parakou                     | Bénin                     | Orléans                                                  | coopération | appui institutionnel                                                                                         | 1993  |
| Penafiel                    | Portugal                  | Sainte-Geneviève-des-Bois                                | jumelage    | culture | 1999  |
| Pfullendorf                 | Allemagne                 | Saint-Jean-de-Braye                                      | jumelage    | culture, développement économique, sport                                                                     | 1987  |
| Ponte de Lima               | Portugal                  | Châlette-sur-Loing                                       | jumelage    | culture | 1991  |
| Queniborough                | Royaume-Uni               | Sceaux-du-Gâtinais                                       | jumelage    | culture | 1978  |
| Redondo                     | Portugal                  | Gien                                                     |             | | 2007  |
| Reilingen                   | Allemagne                 | Jargeau                                                  | jumelage    | culture | 1989  |
| Reinfeld (Holstein)         | Allemagne                 | Saint-Pryvé-Saint-Mesmin                                 | jumelage    | culture | 1994  |
| Rhede                       | Allemagne                 | La Ferté-Saint-Aubin                                     | jumelage    | culture | 1989  |
| Rocca San Giovanni          | Italie                    | Chaingy                                                  | jumelage    | culture | 1999  |
| Nieder Roden                | Allemagne                 | Puiseaux                                                 | jumelage    | culture | 1978  |
| Saerbeck                    | Allemagne                 | Ferrières-en-Gâtinais                                    |             | | 1994  |
| Saint-Augustin-de-Desmaures | Canada                    | La Ferté-Saint-Aubin                                     | jumelage    | culture | 1995  |
| Saint-Florent               | France                    | Saint-Florent                                            |             | |       |
| Saint-Germain-des-Prés      | France                    | Saint-Germain-des-Prés                                   |             | |       |
| Saint-Flour                 | France                    | Orléans                                                  |             | | 1986  |
| Bliesen                     | Allemagne                 | Saint-Cyr-en-Val                                         | jumelage    | culture | 1993  |
| San Antonio de los Baños    | Cuba                      | Châlette-sur-Loing                                       | coopération | culture, éducation, enseignement, sport, environnement, santé                                                | 2003  |
| San Vicente                 | Équateur                  | Amilly                                                   |             | | 2002  |
| Scheibenberg                | Allemagne                 | Huisseau-sur-Mauves                                      | jumelage    | culture | 2000  |
| Stetten Am Bodensee         | Allemagne                 | Mareau-aux-Prés                                          | jumelage    | culture | 2007  |
| Soa                         | Cameroun                  | Gien                                                     |             | | 2005  |
| Świątniki Górne             | Pologne                   | Beaugency                                                | jumelage    | éducation, enseignement                                                                                      | 1997  |
| Tanger-Médina               | Maroc                     | Beaugency                                                |             | | 2007  |
| Tarragone                   | Espagne                   | Orléans                                                  |             | | 1978  |
| Tholey                      | Allemagne                 | Saint-Benoît-sur-Loire                                   | jumelage    | culture | 1984  |
| Tiengen                     | Allemagne                 | Courtenay                                                |             | |       |
| Tinghir                     | Maroc                     | Saint-Jean-de-Braye                                      | coopération | culture | 2006  |
| Trévise                     | Italie                    | Orléans                                                  | jumelage    | culture | 1959  |
| Trois-Rivières              | France                    | La Ferté-Saint-Aubin                                     |             | |       |
| Tuchów                      | Pologne                   | Saint-Jean-de-Braye                                      | jumelage    | éducation, enseignement, culture                                                                             | 2000  |
| Vasad                       | Roumanie                  | Ménestreau-en-Villette                                   |             | |       |
| Villanova d'Asti            | Italie                    | Château-Renard                                           | jumelage    | culture | 1993  |
| Utsunomiya                  | Japon                     | Orléans                                                  | jumelage    | divers | 1989  |
| Vilanova del Camí           | Espagne                   | Amilly                                                   | jumelage    | culture | 2002  |
| Wichita                     | États-Unis                | Orléans                                                  | jumelage    | culture | 1973  |
| Wiesenbach                  | Allemagne                 | Donnery                                                  |             | | 1988  |